# Hatman
În Evul Mediu, la începutul secolului al XVI–lea, hatmanul era un boier de divan în Moldova, însărcinat de domn cu comanda întregii oștiri, având în același timp și funcția de pârcălab și portar al Sucevei sau chiar mare spătar.
În Muntenia, începând cu 1797, Hatmanul era aprod al divanului domnesc, mai târziu șef peste zapcii și aprozi.
De asemenea, Hatman (poloneză hetman, ucraineană гетьман) era titlu purtat de marii comandanți ai oștilor polone și ai celor căzăcești. În  1581, Jan Zamoyski a fost numit primul Mare Hatman al coroanei poloneze.